# Route de France féminine 2013
La Route de France féminine 2013 est la septième édition de la Route de France féminine, course cycliste par étapes disputée en France. Elle est organisée par l'Organisation Routes et Cycles (ORC).

## Présentation

### Parcours
Un an après avoir grimpé la Planche des Belles Filles dans le parcours 2012, un mois après les coureurs du Tour de France, la Route de France féminine revient en 2013, sur un parcours bien plus plat. Comme l'année d'avant, la première étape est réservée au contre-la-montre individuel. Il se déroule sur un tracé de 3,8 km du côté de Soissons dans le département de l'Aisne. Ensuite l'épreuve contourne la capitale parisienne par Mantes-la-Jolie, Mamers et Cloyes-sur-le-Loir, pour finir sa course sur un parcours un peu plus vallonné du côté de Cusset en région auvernoise et de Chauffailles en région bourguignonne.
La cinquième étape de Cloyes-sur-le-Loir à Briare verra les participantes s'élancer sur un tracé de 140 kilomètres, le maximum pour une course féminine reconnue et soutenue par l'Union cycliste internationale en 2013.

### Partenaires
Le principal partenaire de cette course, est l'agence de presse française RMC Sport, qui couvre aussi la compétition avec ses différents médias. MPV Événements de Saint-Ouen-l'Aumône et IRG Imprimerie d'Amiens soutiennent également l'épreuve, ainsi que la région Centre.

### Événement sur la course
Lorène Devienne est pour la quatrième année de suite, la chanteuse officielle de la Route de France féminine.

## Participantes classées dans le Top 100 mondial au départ
Classement mondial au 28 juillet 2013
| - Emma Johansson : 2e (dossard no 23) - Giorgia Bronzini : 4e (dossard no 103) - Evelyn Stevens : 5e (dossard no 1 - tenante du titre de l'épreuve) - Alena Amialyusik : 11e (dossard no 74) - Elizabeth Armitstead : 13e (dossard no 42) - Ashleigh Moolman : 14e (dossard no 85) - Linda Villumsen : 22e (dossard no 104) - Tiffany Cromwell : 23e (dossard no 21) - Noemi Cantele : 25e (dossard no 73) - Iris Slappendel : 33e (dossard no 14) | - Tatiana Guderzo : 37e (dossard no 62) - Pauline Ferrand-Prévot : 40e (dossard no 12) - Amy Pieters : 47e (dossard no 92) - Lorena Maria Vargas Villamil : 48e (dossard no 36) - Adrie Visser : 49e (dossard no 41) - Jolien D'Hoore : 51e (dossard no 82) - Megan Guarnier : 52e (dossard no 11) - Kristin McGrath : 55e (dossard no 3 - deuxième de l'épreuve en 2012) - Audrey Cordon : 61e (dossard no 112) - Annette Edmondson : 65e (dossard no 22) | - Gracie Elvin : 70e (dossard no 24) - Lucy Garner : 78e (dossard no 93) - Valentina Scandolara : 83e (dossard no 84) - Amy Cure : 84e (dossard no 131) - Jessie Daams : 85e (dossard no 44) - Thalita de Jong : 86e (dossard no 13) - Dalia Muccioli : 90e (dossard no 71 - meilleure jeune de l'épreuve en 2012) - Carlee Taylor : 91e (dossard no 86 - troisième de l'épreuve en 2012) - Íngrid Drexel : 94e (dossard no 33) |

## Étapes
| Étape     | Date    | Villes étapes                       | Type                        | Distance (km) | Vainqueur d’étape | Leader du classement général |
| --------- | ------- | ----------------------------------- | --------------------------- | ------------- | ----------------- | ---------------------------- |
| Prologue  | 3 août  | Soissons – Soissons                 | Contre-la-montre individuel | 3,8           | Emma Johansson    | Emma Johansson               |
| 1re étape | 4 août  | Soissons – Enghien-les-Bains        | Étape de plaine             | 121,9         | Giorgia Bronzini  | Emma Johansson               |
| 2e étape  | 5 août  | Enghien-les-Bains – Mantes-la-Jolie | Étape de plaine             | 89,3          | Giorgia Bronzini  | Emma Johansson               |
| 3e étape  | 6 août  | Anet – Mamers                       | Étape de plaine             | 123,6         | Giorgia Bronzini  | Emma Johansson               |
| 4e étape  | 7 août  | Cloyes-sur-le-Loir – Briare         | Étape de plaine             | 140           | Giorgia Bronzini  | Emma Johansson               |
| 5e étape  | 8 août  | Saint-Fargeau – Pougues-les-Eaux    | Étape de plaine             | 98,7          | Giorgia Bronzini  | Emma Johansson               |
| 6e étape  | 9 août  | Pougues-les-Eaux – Vichy            |                             | 127,4         | Giorgia Bronzini  | Emma Johansson               |
| 7e étape  | 10 août | Cusset – Chauffailles               |                             | 120,2         | Linda Villumsen   | Linda Villumsen              |

## Classements finals

### Classement général
|    | Cycliste               | Pays             | Équipe                          |    | Temps            |
| -- | ---------------------- | ---------------- | ------------------------------- | -- | ---------------- |
| 1  | Linda Villumsen        | Nouvelle-Zélande | Wiggle Honda                    | en | 21 h 50 min 23 s |
| 2  | Emma Johansson         | Suède            | Orica-AIS                       | +  | 5 min 52 s       |
| 3  | Evelyn Stevens         | États-Unis       | Équipe nationale des États-Unis |    | 5 min 57 s       |
| 4  | Tatiana Guderzo        | Italie           | MCipollini Giordana             |    | 6 min 0 s        |
| 5  | Alena Amialiusik       | Biélorussie      | Be Pink                         |    | 6 min 6 s        |
| 6  | Elizabeth Armitstead   | Royaume-Uni      | Boels Dolmans Cyling Team       |    | 6 min 7 s        |
| 7  | Roxane Knetemann       | Pays-Bas         | Rabo Women                      |    | 6 min 9 s        |
| 8  | Pauline Ferrand-Prévot | France           | Rabo Women                      |    | 6 min 12 s       |
| 9  | Tatiana Antoshina      | Russie           | MCipollini Giordana             |    | 6 min 12 s       |
| 10 | Tiffany Cromwell       | Australie        | Orica-AIS                       |    | 6 min 12 s       |

### Classements annexes
|   | Cycliste               | Pays             |    | Temps            |
| - | ---------------------- | ---------------- | -- | ---------------- |
| 1 | Pauline Ferrand-Prévot | France           | en | 21 h 56 min 35 s |
| 2 | Georgia Williams       | Nouvelle-Zélande | +  | 13 s             |
| 3 | Alexia Muffat          | France           |    | 2 min 16 s       |

|   | Équipe              | Pays     |    | Temps            |
| - | ------------------- | -------- | -- | ---------------- |
| 1 | MCipollini Giordana | Italie   | en | 65 h 49 min 39 s |
| 2 | Rabo Women          | Pays-Bas | +  | 1 s              |
| 3 | Be Pink             | Italie   |    | 18 s             |

## Liste des participantes
- Liste de départ complète sur Cyclingfever.com

| Légende | Légende                                                                       | Légende | Légende                                                |
| ------- | ----------------------------------------------------------------------------- | ------- | ------------------------------------------------------ |
| Num     | Dossard de départ porté par la participante sur ce "Route de France Féminine" | Pos     | Position à l'arrivée de la course                      |
| NP      | Indique une participante qui n'a pas pris le départ de la course              | AB      | Indique une participante qui n'a pas terminé la course |
| HD      | Indique une participante qui a terminé la course hors des délais              |         |                                                        |

|  |

| Équipe Nationale des États-Unis USA | Équipe Nationale des États-Unis USA | Équipe Nationale des États-Unis USA |
| ----------------------------------- | ----------------------------------- | ----------------------------------- |
| Num                                 | Coureur                             | Pos                                 |
| 1                                   | Evelyn Stevens (USA)                | 3e                                  |
| 2                                   | Andrea Dvorak (USA)                 | 20e                                 |
| 3                                   | Kristin McGrath (USA)               | 26e                                 |
| 4                                   | Janel Holcomb (USA)                 | 29e                                 |
| 5                                   | Jacquelyn Crowell (USA)             | AB-7                                |
| 6                                   | Ally Stacher (USA)                  | 60e                                 |

| Rabo Women Cycling Team RBW | Rabo Women Cycling Team RBW  | Rabo Women Cycling Team RBW |
| --------------------------- | ---------------------------- | --------------------------- |
| Num                         | Coureur                      | Pos                         |
| 11                          | Megan Guarnier (USA)         | 16e                         |
| 12                          | Pauline Ferrand-Prévot (FRA) | 8e                          |
| 13                          | Thalita de Jong (NED)        | 28e                         |
| 14                          | Iris Slappendel (NED)        | 23e                         |
| 16                          | Roxane Knetemann (NED)       | 7e                          |

| Orica-AIS GEW | Orica-AIS GEW           | Orica-AIS GEW |
| ------------- | ----------------------- | ------------- |
| Num           | Coureur                 | Pos           |
| 21            | Tiffany Cromwell (AUS)  | 10e           |
| 22            | Annette Edmondson (AUS) | AB-7          |
| 23            | Emma Johansson (SUE)    | 2e            |
| 24            | Gracie Elvin (AUS)      | AB-7          |
| 25            | Melissa Hoskins (AUS)   | AB-7          |
| 26            | Gu Sung Eun (KOR)       | 54e           |

| Pasta Zara-Cogeas PZC | Pasta Zara-Cogeas PZC              | Pasta Zara-Cogeas PZC |
| --------------------- | ---------------------------------- | --------------------- |
| Num                   | Coureur                            | Pos                   |
| 32                    | Véronique Fortin (CAN)             | 40e                   |
| 33                    | Íngrid Drexel (MEX)                | 47e                   |
| 34                    | Edita Janeliunaite (LTU)           | 58e                   |
| 36                    | Lorena Maria Vargas Villamil (COL) | 31e                   |

| Boels Dolmans Cyling Team DLT | Boels Dolmans Cyling Team DLT | Boels Dolmans Cyling Team DLT |
| ----------------------------- | ----------------------------- | ----------------------------- |
| Num                           | Coureur                       | Pos                           |
| 41                            | Nina Kessler (NED)            | 41e                           |
| 42                            | Elizabeth Armitstead (GBR)    | 6e                            |
| 43                            | Romy Kasper (GER)             | AB-7                          |
| 44                            | Jessie Daams (BEL)            | 12e                           |
| 45                            | Marieke van Wanroij (NED)     | AB-7                          |
| 46                            | Emma Trott (GBR)              | AB-5                          |

| RusVelo RUS | RusVelo RUS                 | RusVelo RUS |
| ----------- | --------------------------- | ----------- |
| Num         | Coureur                     | Pos         |
| 51          | Anastasiya Chulkova (RUS)   | 32e         |
| 52          | Alexandra Burchenkova (RUS) | 35e         |
| 54          | Irina Molicheva (RUS)       | 37e         |
| 55          | Anna Potokina (RUS)         | 33e         |
| 56          | Aizhan Zhaparova (RUS)      | 53e         |

| MCipollini Giordana MCG | MCipollini Giordana MCG        | MCipollini Giordana MCG |
| ----------------------- | ------------------------------ | ----------------------- |
| Num                     | Coureur                        | Pos                     |
| 61                      | Valentina Carretta (ITA)       | 18e                     |
| 62                      | Tatiana Guderzo (ITA)          | 4e                      |
| 63                      | Malgorzta Jasinska (POL)       | 39e                     |
| 64                      | Valentina Scandolara (ITA)     | AB-4                    |
| 65                      | Tatiana Antoshina (RUS)        | 9e                      |
| 66                      | Anna Zita Maria Stricker (ITA) | 56e                     |

| Be Pink BPK | Be Pink BPK                 | Be Pink BPK |
| ----------- | --------------------------- | ----------- |
| Num         | Coureur                     | Pos         |
| 71          | Dalia Muccioli (ITA)        | 43e         |
| 72          | Alice Algisi (ITA)          | 61e         |
| 73          | Noemi Cantele (ITA)         | 11e         |
| 74          | Alena Amialiusik (BEL)      | 5e          |
| 75          | Georgia Williams (NZL)      | 17e         |
| 76          | Bianca Davis Lunardon (MEX) | AB-7        |

| Lotto Belisol Ladies LBL | Lotto Belisol Ladies LBL | Lotto Belisol Ladies LBL |
| ------------------------ | ------------------------ | ------------------------ |
| Num                      | Coureur                  | Pos                      |
| 81                       | Marijn De Vries (NED)    | 36e                      |
| 82                       | Jolien D'Hoore (BEL)     | 57e                      |
| 83                       | Marion Rousse (FRA)      | 46e                      |
| 84                       | Sharon Laws (GBR)        | 19e                      |
| 85                       | Ashleigh Moolman (AFS)   | NP-4                     |
| 86                       | Carlee Taylor (AUS)      | 24e                      |

| Team Argos-Shimano ARW | Team Argos-Shimano ARW     | Team Argos-Shimano ARW |
| ---------------------- | -------------------------- | ---------------------- |
| Num                    | Coureur                    | Pos                    |
| 91                     | Esra Tromp (NED)           | 51e                    |
| 92                     | Amy Pieters (NED)          | 22e                    |
| 93                     | Lucy Garner (GBR)          | NP-7                   |
| 94                     | Janneke Busser-Kanis (NED) | 52e                    |
| 95                     | Willeke Knol (NED)         | 59e                    |
| 96                     | Elke Gebhardt (GER)        | 34e                    |

| Wiggle Honda WHT | Wiggle Honda WHT              | Wiggle Honda WHT |
| ---------------- | ----------------------------- | ---------------- |
| Num              | Coureur                       | Pos              |
| 101              | Beatrice Bartelloni (ITA)     | 64e              |
| 102              | Lauren Kitchen (AUS)          | 25e              |
| 103              | Giorgia Bronzini (ITA)        | 27e              |
| 104              | Linda Melanie Villumsen (NZL) | 1er              |
| 105              | Charlotte Becker (GER)        | AB-3             |
| 106              | Mayuko Hagiwara (JAP)         | 50e              |

| Vienne Futuroscope FUT | Vienne Futuroscope FUT | Vienne Futuroscope FUT |
| ---------------------- | ---------------------- | ---------------------- |
| Num                    | Coureur                | Pos                    |
| 111                    | Karol-Ann Canuel (CAN) | 15e                    |
| 112                    | Audrey Cordon (FRA)    | 13e                    |
| 113                    | Fiona Dutriaux (FRA)   | AB-6                   |
| 114                    | Sandrine Bideau (FRA)  | AB-6                   |
| 115                    | Pascale Jeuland (FRA)  | 44e                    |
| 116                    | Amélie Rivat (FRA)     | AB-7                   |

| Équipe Nationale d’Allemagne GER | Équipe Nationale d’Allemagne GER | Équipe Nationale d’Allemagne GER |
| -------------------------------- | -------------------------------- | -------------------------------- |
| Num                              | Coureur                          | Pos                              |
| 121                              | Lisa Fischer (GER)               | 55e                              |
| 122                              | Lisa Küllmer (GER)               | 62e                              |
| 123                              | Sarah Lena Hofmann (GER)         | 63e                              |
| 124                              | Madeleine Ortmüller (GER)        | AB-2                             |
| 125                              | Corinna Lechner (GER)            | AB-7                             |
| 126                              | Esther Fennel (GER)              | NP-4                             |

| Équipe Nationale d’Australie AUS | Équipe Nationale d’Australie AUS | Équipe Nationale d’Australie AUS |
| -------------------------------- | -------------------------------- | -------------------------------- |
| Num                              | Coureur                          | Pos                              |
| 131                              | Amy Cure (AUS)                   | NP-1                             |
| 132                              | Grace Sulzberger (AUS)           | 14e                              |
| 133                              | Emily Roper (AUS)                | AB-4                             |
| 134                              | Chloe McConville (AUS)           | 38e                              |
| 135                              | Ashlee Ankudinoff (AUS)          | AB-5                             |
| 136                              | Jessica Mundy (AUS)              | 49e                              |

| Équipe Nationale de France FRA | Équipe Nationale de France FRA | Équipe Nationale de France FRA |
| ------------------------------ | ------------------------------ | ------------------------------ |
| Num                            | Coureur                        | Pos                            |
| 141                            | Roxane Fournier (FRA)          | 45e                            |
| 142                            | Alexia Muffat (FRA)            | 21e                            |
| 143                            | Mélodie Lesueur (FRA)          | 30e                            |
| 144                            | Aurore Verhoeven (FRA)         | AB-7                           |
| 145                            | Fanny Riberot (FRA)            | 42e                            |
| 146                            | Marion Sicot (FRA)             | 48e                            |